# Vera Comployer
Vera Comployer, auch Vera Complojer (* 16. August 1896 in Klagenfurt, Österreich-Ungarn; † 6. April 1969 in Salzburg; gebürtig Vera Gläser), war eine österreichische Schauspielerin.

## Leben
Sie gab ihr Theaterdebüt 1915 in Graz und trat in den folgenden Jahren an verschiedenen österreichischen und deutschen Bühnen auf, darunter das Stadttheater Innsbruck (1931), das Münchner Volkstheater und das Königsberger Neue Schauspielhaus. Ab 1937 spielte sie in Berlin, zum Beispiel an der Volksbühne. Hier fand sie Zugang zum Film und wurde eine vielbeschäftigte Nebendarstellerin besonders in Produktionen mit volkstümlichem Charakter. Sie stand 1944 in der Gottbegnadeten-Liste des Reichsministeriums für Volksaufklärung und Propaganda.
Nach dem Ende des Zweiten Weltkriegs lebte sie wieder in Österreich und arbeitete von 1946 bis 1965 meist am Salzburger Landestheater. Wie beim Film war sie vorwiegend im Fach der „komischen Alten“ zu sehen.

## Filmografie
- 1933: Die blonde Christl
- 1938/47: Altes Herz geht auf die Reise
- 1939: Umwege zum Glück
- 1939: Fräulein
- 1939: Die goldene Maske
- 1939: Maria Ilona
- 1939: Opernball
- 1939: Ihr erstes Erlebnis
- 1940: Bal paré
- 1940: Aus erster Ehe
- 1940: Links der Isar – rechts der Spree
- 1940: Wunschkonzert
- 1940: Das sündige Dorf
- 1941: Ins Grab kann man nichts mitnehmen
- 1941: Friedemann Bach
- 1941: Der Weg ins Freie
- 1941: Die Kellnerin Anna
- 1942: Die Erbin vom Rosenhof
- 1943: Damals
- 1943: Großstadtmelodie
- 1943: Wildvogel
- 1944/50: Die Kreuzlschreiber
- 1952: Das weiße Abenteuer
- 1955: Heimatland
- 1956: Lügen haben hübsche Beine
- 1956: Salzburger Geschichten
- 1957: Vier Mädels aus der Wachau
- 1957: Der Wilderer vom Silberwald
- 1958: Das Wirtshaus im Spessart
- 1958: Auferstehung
- 1958: Sebastian Kneipp – Ein großes Leben
- 1960: Gustav Adolfs Page
- 1962: Muß i denn zum Städtele hinaus
- 1963: Als ich noch der Waldbauernbub war…
- 1963: Allotria in Zell am See
- 1963: Erotikon – Karussell der Leidenschaften
- 1964: Die lustigen Weiber von Tirol
- 1966: Der Weibsteufel
- 1966: Der Mörder mit dem Seidenschal
- 1968: 'S Wiesenhendl